# Conus episeopus
Conus episeopus é uma espécie de gastrópode do gênero Conus, pertencente a família Conidae.